# الکس کورتیا
 الکس کورتیا (اسپانیایی: Àlex Corretja i Verdegay‎؛ زادهٔ ۱۱ آوریل ۱۹۷۴) یک تنیس‌باز اهل اسپانیا است.